# 長野町 (大阪府)
長野町（ながのちょう）は、かつて大阪府南河内郡にあった町。現在の河内長野市中心部である長野地区、天野地区および千代田地区に相当する。

## 地形
東端と南端に石川が流れている。

### 河川
- 石川
  - 天見川と分岐した石川を古来「西条川（西篠川）」と呼んでいた[1]。
- 天見川

## 歴史
当地域は、平安時代より高野街道が京都から通じており、それぞれの高野参詣道が合流する地としてにぎわった歴史がある。長野に所領を持ち館を構えた領主としては、長野武者として知られた源貞弘が、文献に残っている。明治以降には長野温泉として栄え、鉄道が相次いで開業しており、それ以降は現在の河内長野市域の中心地となっている。
- 1158年（保元3年） - 内大臣藤原忠雅・忠親が高野街道(長野)を通り、高野山へ参詣する。
- 1280年（弘安3年） - 「高野山満衆評議々定」に天野酒の記述が残される。
- 1679年（延宝7年） - 膳所藩主本多康将が二男忠恒に1万石を与え分ける。長野・西代など15ケ村が西代藩本多忠恒領になる。
- 1711年（正徳元年） - 西代藩本多忠統が西代村に移り住み、藩陣屋を定める。
- 1732年（享保17年） - 西代藩本多氏が伊勢神戸に転封。これに際し、村民が送別に西代神楽（市指定無形民俗文化財）を奉納する。
- 1889年（明治22年）4月1日 - 町村制施行伴い、錦部郡上原村、長野村、西代村、野作村、原村、古野村の区域をもって長野村が成立。第十八戸長役場管区全域と、第二十五戸長役場管区の上原村が加わった。
- 1896年（明治29年）4月1日 - 郡統合により南河内郡の所属となる。
- 1910年（明治43年）9月1日 - 長野村が町制を施行して長野町となる。
- 1935年（昭和10年） - 長野・千代田・天野・三日市・高向・川上・加賀田・天見の8町村の合併案が持ち上がり、協議を重ねるが地理的に難しいことと長野と三日市の歴史的な対抗関係も影響し立ち消えとなる。実現すれば現在の河内長野市と同じ市域となるはずであった。また翌年には、大阪府地方課の斡旋で、長野・千代田・天野・高向・川上の5町村合併委員会が設立され協議を重ねた。しかしこれも有望視されながらも実現には至らなかった[3]。
- 1940年（昭和15年）6月1日 - 隣接する千代田村・天野村と合併し、新町名を同じく長野町とし、3区制とすることとなる。これも大阪府地方課の斡旋のもと協議を重ね、各町村会満場一致で合意したことにより承認された[3]。
- 1954年（昭和29年）4月1日 - 南河内郡天見村、加賀田村、川上村、高向村、三日市村と新設合併し、河内長野市が発足。同日長野町廃止。

## 交通

### 鉄道
- 近畿日本鉄道
  - 近鉄長野線：長野駅
- 南海電気鉄道
  - 南海高野線：長野駅

### 道路
- 大阪府道217号大野天野線
- 西高野街道
- 東高野街道